# Stolonica duploplicata
Stolonica duploplicata är en sjöpungsart som beskrevs av Sluiter 1913. Stolonica duploplicata ingår i släktet Stolonica och familjen Styelidae. Inga underarter finns listade i Catalogue of Life.